# Šerm na Letních olympijských hrách 1972
Šerm na Letních olympijských hrách 1972.

## Medailisté

### Muži
| Kategorie            | Zlato | Stříbro | Bronz |
| -------------------- | --- | --- | --- |
| Fleret - jednotlivci | Witold Woyda · Polsko (POL)                                                                                   | Jenő Kamuti · Maďarsko (HUN)                                                                                  | Christian Noël · Francie (FRA)                                                                                   |
| Kord - jednotlivci   | Csaba Fenyvesi · Maďarsko (HUN)                                                                               | Jacques Ladègaillerie · Francie (FRA)                                                                         | Győző Kulcsár · Maďarsko (HUN)                                                                                   |
| Šavle - jednotlivci  | Viktor Siďak · Sovětský svaz (URS)                                                                            | Péter Marót · Maďarsko (HUN)                                                                                  | Vladimir Nazlymov · Sovětský svaz (URS)                                                                          |
| Fleret - družstvo    | Polsko (POL) · Marek Dąbrowski · Jerzy Kaczmarek · Lech Koziejowski · Witold Woyda · Arkadiusz Godel          | Sovětský svaz (URS) · Vladimir Děnisov · Anatolij Kotěcev · Leonid Romanov · Vasyl Stankovyč · Viktor Puťatin | Francie (FRA) · Jean-Claude Magnan · Christian Noël · Daniel Revenu · Bernard Talvard · Gilles Berolatti         |
| Kord - družstvo      | Maďarsko (HUN) · Sándor Erdős · Csaba Fenyvesi · Győző Kulcsár · Pál Schmitt · István Osztrics                | Švýcarsko (SUI) · Guy Evequoz · Daniel Giger · Christian Kauter · Peter Lötscher · François Suchanecki        | Sovětský svaz (URS) · Viktor Modzolevskij · Sergej Paramonov · Igor Valetov · Georgij Zažitskij · Grigorij Kriss |
| Šavle - družstvo     | Itálie (ITA) · Michele Maffei · Mario Aldo Montano · Mario Tullio Montano · Rolando Rigoli · Cesare Salvadori | Sovětský svaz (URS) · Viktor Baženov · Vladimir Nazlymov · Viktor Siďak · Eduard Vinokurov · Mark Rakita      | Maďarsko (HUN) · Pál Gerevich · Tamás Kovács · Péter Marót · Tibor Pézsa · Péter Bakonyi                         |

### Ženy
| Kategorie            | Zlato | Stříbro | Bronz                                                                                       |
| -------------------- | --- | --- | ------------------------------------------------------------------------------------------- |
| Fleret - jednotlivci | Antonella Ragnová-Lonziová · Itálie (ITA)                                                                                    | Ildikó Bóbisová · Maďarsko (HUN) | Galina Gorochovová · Sovětský svaz (URS)                                                    |
| Fleret - družstvo    | Sovětský svaz (URS) · Jelena Bělovová · Galina Gorochovová · Taťjana Samusenková · Alexandra Zabelinová · Svetlana Čirkovová | Maďarsko (HUN) · Ildikó Bóbisová · Ildikó Ságiová-Rejtőová · Ildikó Schwarczenbergerová · Mária Gulácsi-Szolnoki · Ildikó Matuscsák-Rónay | Rumunsko (ROU) · Ilona Gyulaiová · Ana Pascuová · Katalin Stahlová · Olga Szabóová-Orbánová |

### Přehled medailí
| Pořadí | Země                | Zlato | Stříbro | Bronz | Celkově |
| ------ | ------------------- | ----- | ------- | ----- | ------- |
| 1.     | Maďarsko (HUN)      | 2     | 4       | 2     | 8       |
| 2.     | Sovětský svaz (URS) | 2     | 2       | 3     | 7       |
| 3.     | Itálie (ITA)        | 2     | 0       | 0     | 2       |
| 3.     | Polsko (POL)        | 2     | 0       | 0     | 2       |
| 5.     | Francie (FRA)       | 0     | 1       | 2     | 3       |
| 6.     | Švýcarsko (SUI)     | 0     | 1       | 0     | 1       |
| 7.     | Rumunsko (ROU)      | 0     | 0       | 1     | 1       |